# Trapèze d'Hercule
Le trapèze d'Hercule est un astérisme figurant le centre de la constellation d'Hercule. Il forme un trapèze composé de quatre étoiles :
- ε Herculis appelée aussi Cujam, Cajam, Caiam, Kaiam ;
- ζ Herculis appelée aussi Rutilicus ;
- η Herculis ;
- π Herculis.